# Jean-Honoré Fragonard
Jean-Honoré Fragonard (født 5. april 1732 i Grasse, Var, død 22. august 1806 i Paris) var en fransk maler og raderer.
Fragonard påvirkedes hjemme især af sin lærer, François Boucher, i Rom af en Federico Baroccis eller Francesco Solimenas sødlige maleri, og han fulgte da også i sin egen virksomhed datidens graciøse modekunst, blev en Boucher for Ludvig XVI, 1765 medlem af akademiet, malede, tegnede eller stak med overlegen færdighed og elegance en masse galante elskovsscener, hvis letflagrende hede erotik han skildrer med frivolt lune, med pikant ynde og legende let pensel, en Jean de La Fontaine blandt malere; han malede dog også interiørbilleder, hvor mere hyggelig varmende følelser, à la Jean-Baptiste-Siméon Chardin, får ordet, fortræffelige portrætter, hvis malemåde kan virke helt moderne impressionistisk, og smukke landskaber. 
Den Franske Revolution og dens ny åndsretning blev hans ulykke, hans formue gik tabt, han selv glemtes, hans forsøg på de gamle dage i den da moderne klassicistiske retning mislykkedes, og han døde i armod. Louvre i Paris ejer mange af hans billeder: Musiktimen, Badende kvinder, en del arbejder i den omtalte genre, det borgerlige interiør, desuden Koresos ofrer sig for at frelse Kallirrhoë, mange i privatsamlinger. Talrige af hans billeder er gengivet i kobberstik. Desuden udførte han selv raderinger: af egen komposition blandt mange andre L’armoire (Den opdagede elsker), andre efter blandt andet Tintoretto, Tiepolo.
- Jean Honoré Fragonard, L’armoire, 1778
- Jean Honoré Fragonard, Musiktimen, 1769, Louvre.